# Alsózellő
Alsózellő (1899-ig Kis-Zellő, szlovákul: Malé Zlievce, németül: Klein-Zellowitz) község Szlovákiában, a Besztercebányai kerületben, a Nagykürtösi járásban.

## Fekvése
Nagykürtöstől 9 km-re délkeletre fekszik.

## Élővilága

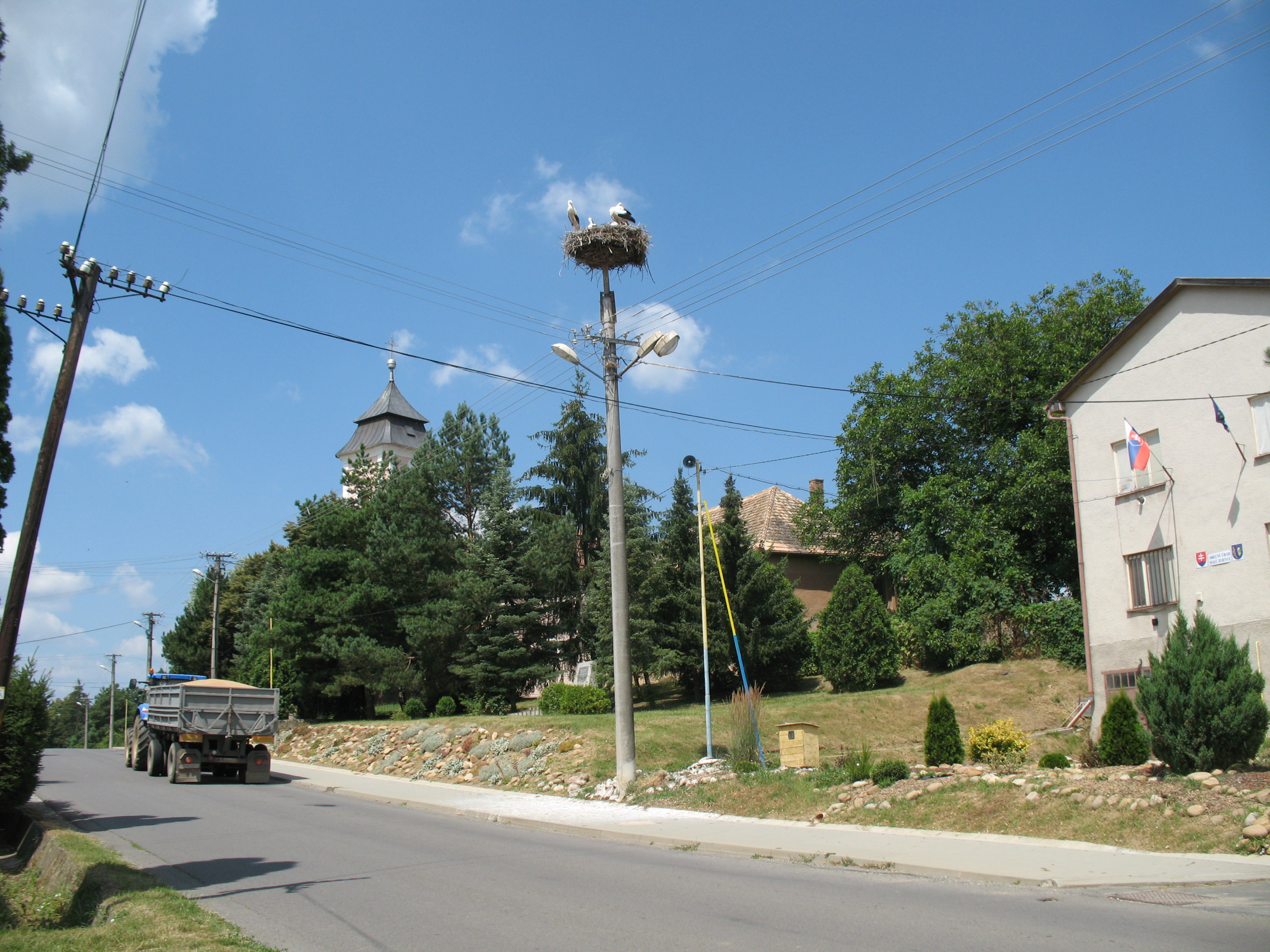
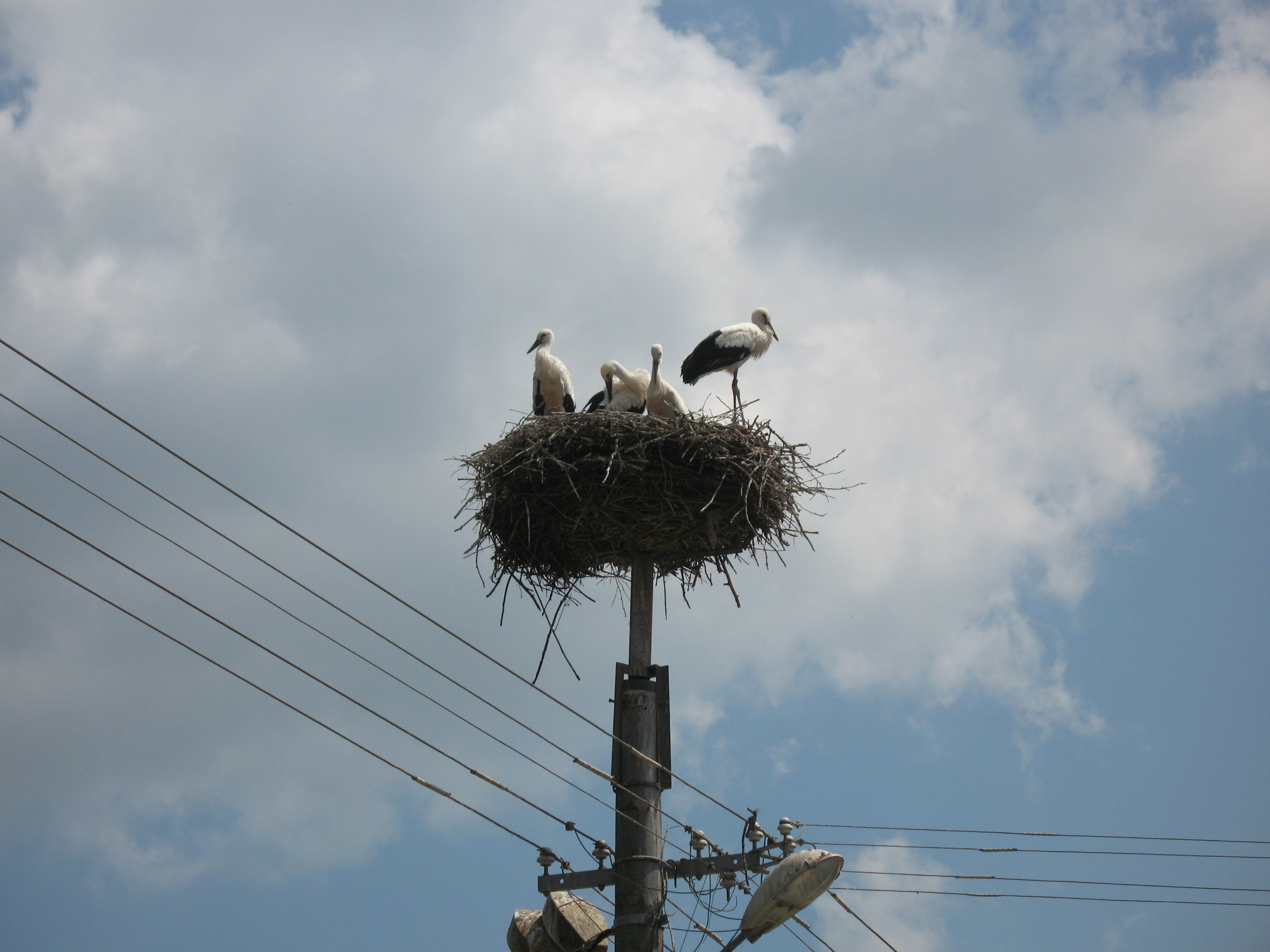

Alsózellőn jelenleg egy gólyafészekről van információ. 2012-ben 3, 2013-ban 4 fiókát számoltak össze.

## Története
A mai község területén a történelem előtti időkben a kustanovici kultúra települése állt.
Zellő település a 13. században keletkezett, 1248-ban említik először. Alsózellő 1307-ben bukkan fel először írott forrásban "Olsouzule" alakban, 1308-ban "Inferior Zele" néven említik. A nógrádi uradalomhoz tartozott, majd a 15-16. században a szécsényi uradalom része. 1554 és 1593 között török hódoltsági terület volt. A török háborúk következtében a 17. század első felében majdnem teljesen elpusztult, 1680 körül telepítették újra, területe ezután megoszlott a divényi és kékkői váruradalom között. 1828-ban 39 házában 508 lakos élt. Lakói mezőgazdasággal, szőlőtermesztéssel foglalkoztak.
Vályi András szerint "Kis, és Nagy Zellő. Két tót faluk Nógrád Várm. földes Uraik az Esztergomi Érsekség, és Báró Prónay Uraság, lakosaik katolikusok, és evangelikusok, Kis Zellő a’ Nagynak filiája; határbéli földgyeik középszerűek."
Fényes Elek szerint "Kis-Zellő, Nógrád m. tót-magyar f. 46 katholik., 449 evang. lak. Ékesitik ezen helységet az evang. tornyos templom, és a számos igen szép urasági épületek. Földje, legelője igen jó, de fő gazdagsága szőlőhegyében áll. " 
A trianoni békeszerződésig területe Nógrád vármegye Szécsényi járásához tartozott.

## Népessége
| Év:            | 1994. | 2004.   | 2014.    | 2024.   |
| -------------- | ----- | ------- | -------- | ------- |
| Emberek száma: | 236   | 252     | 279      | 285     |
| Eltérés:       |       | +6,77 % | +10,71 % | +2,15 % |

| Év:            | 2023. | 2024.   |
| -------------- | ----- | ------- |
| Emberek száma: | 274   | 285     |
| Eltérés:       |       | +4,01 % |

1880-ban 344 lakosából 99 magyar és 234 szlovák anyanyelvű volt.
1890-ben 389 lakosából 91 magyar és 298 szlovák anyanyelvű volt.
1900-ban 333 lakosából 95 magyar és 238 szlovák anyanyelvű volt.
1910-ben 326 lakosából 79 magyar és 246 szlovák anyanyelvű volt.
1921-ben 301 lakosából 36 magyar és 256 csehszlovák volt.
1930-ban 331 lakosából 15 magyar és 313 csehszlovák volt.
1991-ben 241 lakosából 13 magyar és 221 szlovák volt.
2001-ben 258 lakosából 241 szlovák és 6 magyar volt.
2011-ben 291 lakosából 247 szlovák és 10 magyar.
2021-ben 294 lakosából 279 szlovák, 6 cseh, 5 magyar (1,7%), 4 ismeretlen nemzetiségű.

## Nevezetességei

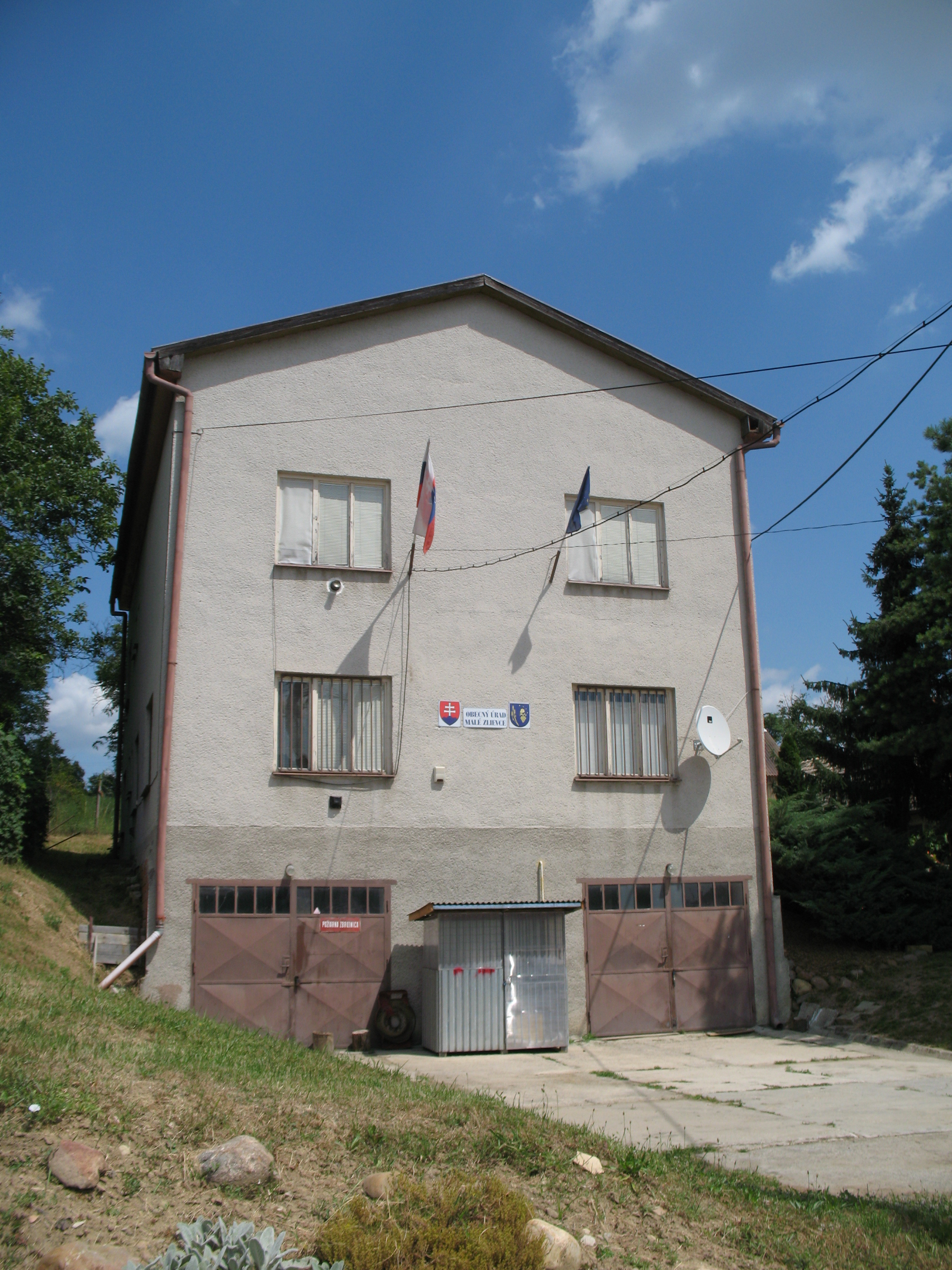
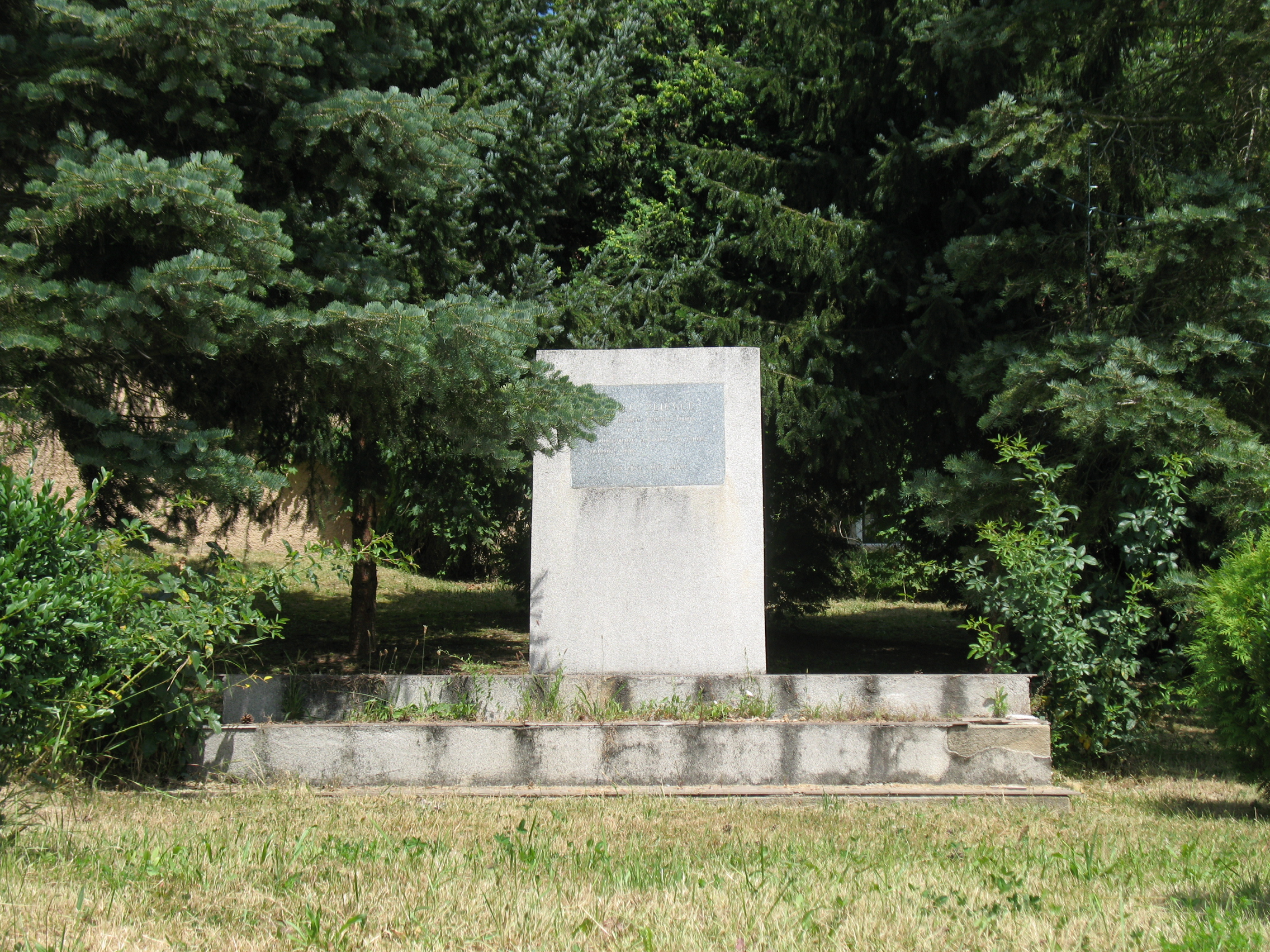
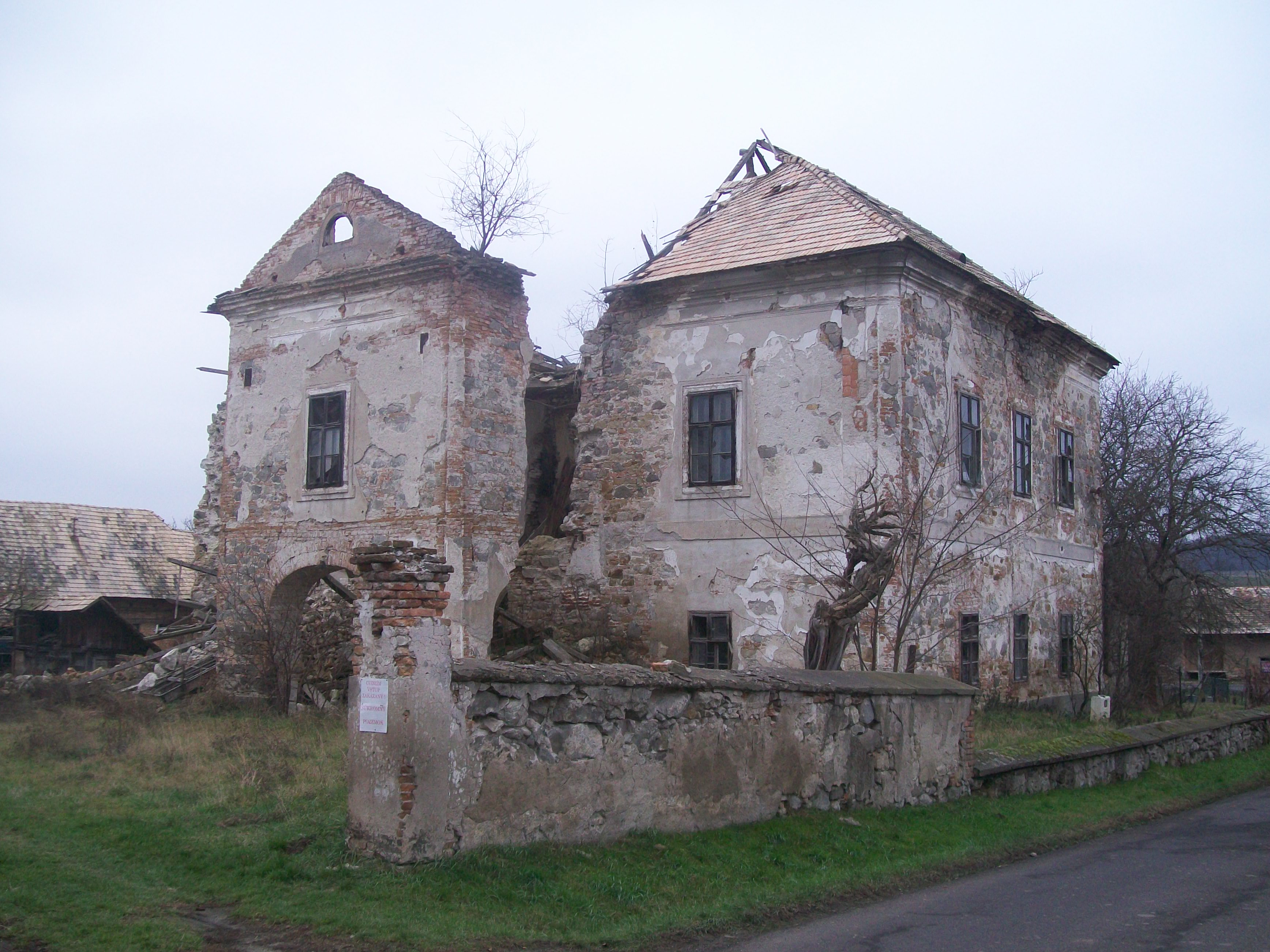
A volt prónai kastély

- Evangélikus temploma eredetileg gótikus stílusú volt, a 17. században késő reneszánsz stílusban átépítették.
- Barokk kastélya 1709-ben épült.
- Két klasszicista kúriája van a 18. század végéről, a második világháború után átépítették.